# Уфимский костёл
Костёл Воздвижения Креста Господня — снесённый единственный приходской храм польской католической церкви в Уфе. Относился к Златоустовскому римско-католическому приходу.
Располагался по адресу: Пушкинская улица, 37, ныне — придомовой сквер на углу улиц Пушкина и Мажита Гафури.

## История
В Уфе в середине XIX века проживало около 150 католиков. После подавления польского восстания 1863–1864, в Оренбургскую губернию выслано более 500 человек, в том числе 27 ксёндзов, оставленных на жительство в городах Уфе и Бирск (в конце 1870‑х — начале 1880‑х большинство из них вернулось на родину), которые проводили первые мессы.
В 1863 открыта первая домовая католическая церковь в честь Непорочного зачатия Пресвятой Девы Марии в арендованном для этого доме чиновника Осипова. В 1888 отставным унтер-офицером С. О. Черешко приобретен участок на углу Почтовой (ныне — Пушкина) и Никольской (ныне — Мажита Гафури) улиц с домом под снос, и подарен приходу католической церкви Уфы.
В 1889–1890 на этом участке построена деревянная каплица на каменном фундаменте с железной крышей, которая 14 сентября 1890 освящена куратом Златоустовского римско-католического прихода И. Жуком в честь Воздвижения Креста Господня, что и дало название приходу. Первым капелланом каплицы стал ксёндз Л. И. Мацкевич. Богослужение проводилось на латинском и польском языках. Также богослужения проводились в здании Уфимской губернской мужской гимназии. С 1898 при костёле действовало «Общество пособия бедным прихожанам».
В 1900–1902 приобрела статус костёла. С 1918 в костёле действовал Уфимский губернский римско-католический союз в честь Сердца Господа Иисуса Христа, который занимался миссионерской и культурно-просветительской деятельностью и благотворительностью (с 1948 издавал журнал «Христианин»). С 1923 в костёле действовало Религиозное общество католиков.
В 1937 арестованы причт костёла и члены приходского совета во главе с Франциском Будрисом (впоследствии — расстрелян вместе с 189 прихожанами). В 1938 костёл закрыт, колокольня снесена; в здании разместили детский сад. С 1944 — дошкольный детский дом слепых.
В 1972 вблизи построен типовой девятиэтажный жилой дом (улица Мажита Гафури, 19). В середине 1970‑х костёл полностью снесён. Ныне на этом месте придомовой сквер.
В 1993 восстановлен приход в одной из квартир Уфы.

## Ксёндзы
Л. И. Мацкевич (с 1894), Бандзо (с 1900), С. И. Чабиллис-Цыбулевич (с 1902), И. Б. Гинтовт (с 1903), А. В. Ляссотович (с 1904), С. Н. Курляндский (с 1906), П. М. Казюнас (с 1909), П. О. Юрайтис (с 1910), А. Неверовский (1916), Ф. И. Грабовский (с 1916), М. А. Иодокас (с 1919); Ф. И. Будрис (с 1924, репрессирован, расстрелян в 1937).